# Matsheumhlope
Der Matsheumhlope ist ein kleiner Fluss in Simbabwe.

## Verlauf
Der Fluss hat seine Quellen am Fuße des Matopo-Gebirges. Er fließt in nördliche Richtung durch den gleichnamigen Vorort von Bulawayo. Der Fluss durchfließt weiter die Stadt, bis er in den nördlichen Vororten in den Umguza mündet, der über den Sambesi entwässert.

## Legende
Berühmt ist dieser Bach wegen der Legende über das Krokodil von Matsheumhlope zur Zeit des Munhumutapa-Reiches, als der Matsheumhlope ein reißender Fluss war. Damals lebte in einem Kraal am Ufer ein Junge mit Namen Ndhlovu, der einmal im Fluss badete, als ein riesiges Krokodil in sein Bein biss und ihn in tiefes Wasser zog. Ndhlovu begann um sein Leben zu kämpfen, als ein großer Falke vom Himmel stürzte und das Krokodil attackierte, indem er ihm mit seinem messerscharfen Schnabel ein Auge ausstach. Das Krokodil bäumte sich auf und tobte, dass das Wasser schäumte, als ob es kochte. Dabei verlor es Ndhlovus Bein. Der Falke setzte erneut zum Sturzflug an, um das andere Auge des Krokodils zu attackieren, das aber tauchte ab, während es Ndhlovu gelang, das Ufer zu erreichen und sich dort an Land zu schleppen. Seine beiden Beine waren völlig zerbissen und er verlor sein Bewusstsein. Doch der Falke kreiste über ihm. Mitglieder seines Stammes sahen den Falken und sein ungewöhnliches Verhalten. Sie kamen, um zu sehen, was dort los sei. Sie fanden Ndhlovu und brachten ihn zum n'anga, dem Schamanen, der sein Wunden heilte. Ndhlovu wurde gesund, aber seine Beine konnte er nie wieder gebrauchen, so dass er nie wieder mit den Männern seines Stammes gemeinsam aufbrechen konnte. Er verbrachte seine Zeit ab da mit dem Erzählen dieser Geschichte des heldenhaften Falken, der nie wieder gesehen wurde. Ndhlovu wurde ein anerkannter Erzähler, aber er konnte den Falken nie so gut beschreiben, dass es ihm ausgereicht hätte. Deshalb begann er ihn in den weichen Sandstein dieser Gegend zu ritzen, wo bis heute zahllose Bilder des Falken erhalten geblieben sind. Ndhlovu wurde alt und wenn Kinder ihm zuhörten, gab er ihnen danach eine Figur des Falken mit auf den Weg.
Die Geschichte und mit ihr Ndhlovu wurden legendär und gehören zu dem, was den Kindern dieser Gegend von Generation zu Generation erzählt wird. Die geritzten Felszeichnung und die Falkenfiguren sind typisch für diese Gegend und wurden zu ihrem Symbol, das heute auch in der Flagge Simbabwes zu finden ist.